# Get Rich or Die Tryin' (banda sonora)
Get Rich or Die Tryin: Music from and Inspired by the Motion Picture' es la banda sonora de la película de mismo título en la que el rapero 50 Cent es el protagonista. No debe ser confundido con su álbum de 2003 de nombre exactamente igual.

## Lista de canciones
1. 50 Cent - "Hustler's Ambition" (3:57)
2. 50 Cent - "What If" (3:05)
3. Spider Loc featuring 50 Cent & Lloyd Banks - "Things Change" (3:59)
4. Lloyd Banks featuring 50 Cent & Young Buck - "You Already Know" (3:55)
5. 50 Cent featuring OLIVIA - "We Both Think Alike" (3:05)
6. Young Buck - "Don't Need No Help" (2:50)
7. Lloyd Banks - "Get Low" (3:56)
8. Tony Yayo - "Fake Love" (3:21)
9. 50 Cent - "Window Shopper" (3:10)
10. Lloyd Banks - "Born Alone, Die Alone" (3:00)
11. Mobb Deep featuring 50 Cent - "You a Shooter" (3:05)
12. 50 Cent featuring Lloyd Banks, Prodigy, Spider Loc & Ma$e - "I Don't Know Officer" (4:32)
13. 50 Cent - "Talk About Me" (3:41)
14. 50 Cent - "When It Rains It Pours" (4:02)
15. 50 Cent - "Best Friend" (4:11)
16. 50 Cent featuring Young Buck - "I'll Whip Ya Head Boy" (3:56)